# Lega Nazionale Professionisti Serie A
Lega Nazionale Professionisti Serie A (LNPA), również Lega Serie A – włoska organizacja sportowa, założona 1 lipca 2010 roku w Mediolanie w celu organizacji turniejów piłki nożnej w Serie A, Pucharze Włoch i Superpucharze Włoch, a na poziomie młodzieżowym campionato Primavera 1, Coppa Italia Primavera i Supercoppa Primavera.
Skupia ona wszystkie kluby, występujące w danym sezonie w Serie A, zaś jej głównym zadaniem było prowadzenie ligowych rozgrywek o mistrzostwo Włoch w piłce nożnej mężczyzn w najwyższej lidze i jej zarządzanie.
W dniu 30 czerwca 2010 roku został rozwiązany, aby podzielić się na dwie oddzielne organizacje według lig, LNP Serie A (która odziedziczyła zarządzanie Pucharu Włoch i Superpucharu) oraz LNPB.

## Historia
1 lipca 2010 roku, po porozumieniu między klubami w sprawie podziału Lega Nazionale Professionisti na dwie niezależne organizacje, została założona Lega Nazionale Professionisti Serie A (LNPA). Maurizio Beretta został wyznaczony na przewodniczącego nowej Lega Serie A. W przeszłości prawa telewizyjne klubów Serie A były sprzedawane oddzielnie, a Serie A musiała wspierać finansowo Serie B poprzez podzielenie części przychodów z pokazów telewizyjnych meczów Serie A na kluby Serie B.
30 kwietnia 2009 roku Serie A ogłosiło podział z Serie B, kiedy to 19 z dwudziestu klubów zagłosowało za podziałem. US Lecce zagłosował przeciwko zagrożonemu spadkiem.

## Prezesi
- 2010–2017: Maurizio Beretta
- 2017–2018: Carlo Tavecchio (komisarz tymczasowy)
- 2018: Giovanni Malagò (komisarz tymczasowy)
- 2018–2019: Gaetano Miccicchè
- 2019: Mario Cicala (komisarz tymczasowy)
- 2019–2020: Giancarlo Abete (komisarz tymczasowy)
- 2020–: Paolo Dal Pino

## Oficjalna piłka meczowa
- 2010/11: Nike T90 Tracer
- 2011/12: Nike Seitiro
- 2012/13: Nike Maxim
- 2013/14: Nike Incyte
- 2014/15: Nike Ordem 2
- 2015/16: Nike Ordem 3
- 2016/17: Nike Ordem 4
- 2017/18: Nike Ordem 5
- 2018/19: Nike Merlin